# Gómez Pereira

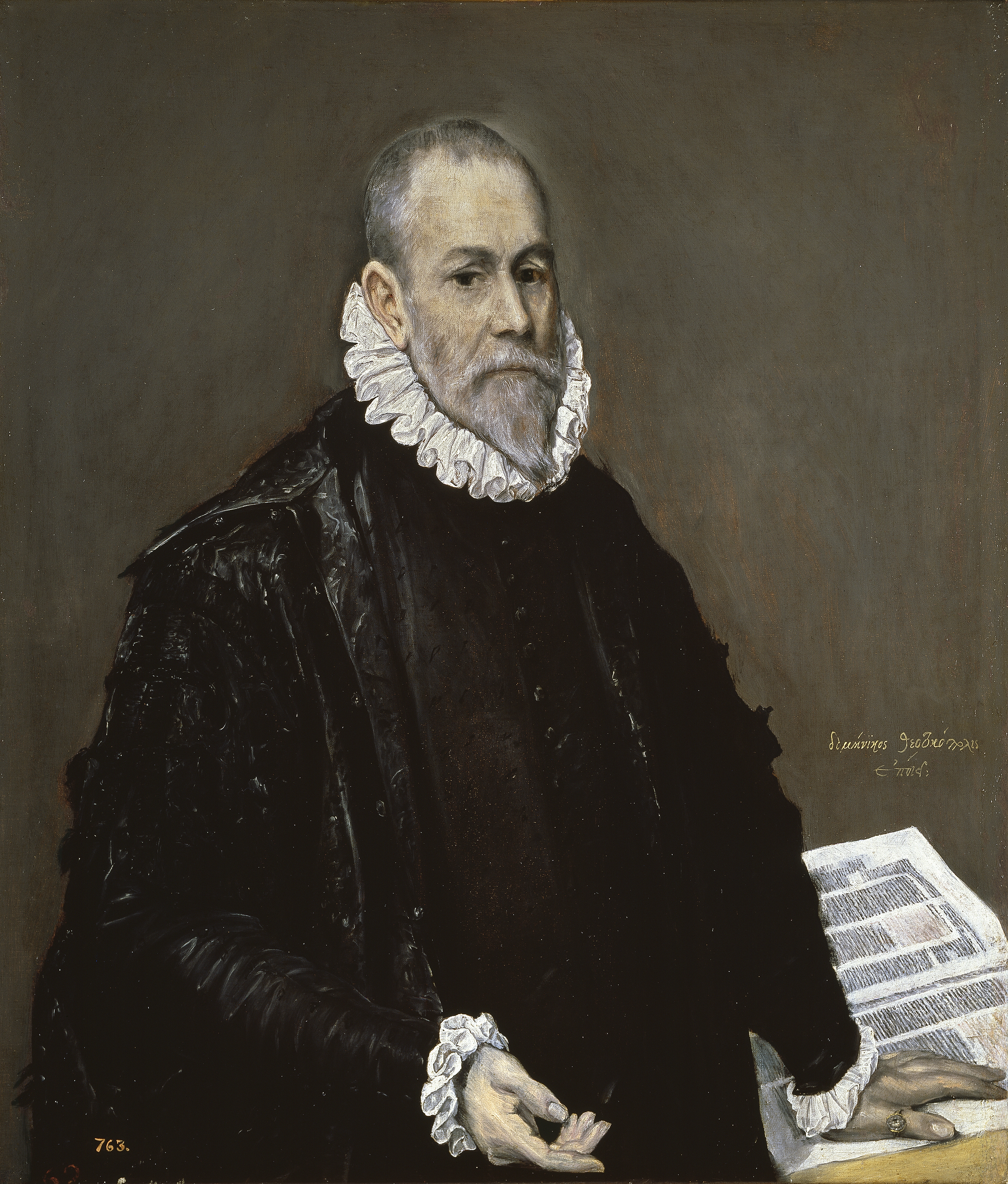
Gómez Pereira, målning av El Greco

Gómez Pereira, född 1500 i Medina del Campo, död 1567, var en spansk läkare och renässanshumanist, också verksam som ingenjör och affärsman, men framförallt känd som filosof.
Efter sina 1520 avslutade studier i filosofi och medicin vid universitetet i Salamanca betecknade Pereira sig själv som nominalist, och hans filosofiska resonemang utgör en tydlig förebild för den cartesianska rörelsen. Som läkaren förkastade han medeltida föreställningar och framhöll vikten av empiriska metoder.